# Villa de San Francisco
Villa de San Francisco (uit het Spaans: "Dorp van Sint-Franciscus") is een gemeente (gemeentecode 0827) in het departement Francisco Morazán in Honduras.
Het dorp maakte deel uit van de gemeente San Juan de Flores, tot het in 1923 een zelfstandige gemeente werd.

## Bevolking
De bevolking is als volgt verdeeld:
| Vrouwen | 5101 | 48,2% |
| Mannen  | 5488 | 51,8% |

## Dorpen
De gemeente bestaat uit vijf dorpen (aldea), waarvan het grootste qua inwoneraantal: Villa de San Francisco (code 082701).